# 北緯66度線
北緯66度線（ほくい66どせん）は、地球の赤道面より北に66度の角度を成す緯線。北極圏から約61km南にあり、大西洋、ヨーロッパ、アジア、北アメリカを通過する。
この緯度の下では、6月12日頃から7月1日頃までは白夜になり、冬至点時の可照時間は2時間47分である。

## 通過する地域一覧
北緯66度線は、本初子午線から東に向かって以下の場所を通っている。
| 地理座標                                               | 国土・領土・領海     | 備考 |
| ------------------------------------------------------ | -------------------- | --- |
| 北緯66度0分 東経0度0分 / 北緯66.000度 東経0.000度      | 大西洋               | ノルウェー海 |
| 北緯66度0分 東経12度13分 / 北緯66.000度 東経12.217度   | ノルウェー           | ヌールラン県 - ハー島、アルステン島 |
| 北緯66度0分 東経14度13分 / 北緯66.000度 東経14.217度   | スウェーデン         | |
| 北緯66度0分 東経24度2分 / 北緯66.000度 東経24.033度    | フィンランド         | |
| 北緯66度0分 東経30度0分 / 北緯66.000度 東経30.000度    | ロシア               | |
| 北緯66度0分 東経34度37分 / 北緯66.000度 東経34.617度   | 白海                 | |
| 北緯66度0分 東経40度54分 / 北緯66.000度 東経40.900度   | ロシア               | |
| 北緯66度0分 西経179度45分 / 北緯66.000度 西経179.750度 | ベーリング海         | |
| 北緯66度0分 西経178度52分 / 北緯66.000度 西経178.867度 | ロシア               | チュクチ半島 |
| 北緯66度0分 西経170度11分 / 北緯66.000度 西経170.183度 | ベーリング海峡       | |
| 北緯66度0分 西経166度58分 / 北緯66.000度 西経166.967度 | アメリカ合衆国       | アラスカ州 |
| 北緯66度0分 西経141度0分 / 北緯66.000度 西経141.000度  | カナダ               | ユーコン準州 ノースウエスト準州 - 約16km ユーコン準州 - 約16km ノースウエスト準州 - 約9km ユーコン準州 - 約8km ノースウエスト準州 - グレートベア湖を貫通する。 ヌナブト準州 |
| 北緯66度0分 西経86度4分 / 北緯66.000度 西経86.067度    | ローズウェルカム海峡 | |
| 北緯66度0分 西経85度9分 / 北緯66.000度 西経85.150度    | カナダ               | ヌナブト準州 - ホワイト島 |
| 北緯66度0分 西経84度53分 / 北緯66.000度 西経84.883度   | フローズン海峡       | |
| 北緯66度0分 西経84度22分 / 北緯66.000度 西経84.367度   | カナダ               | ヌナブト準州 - バンシッタート島 |
| 北緯66度0分 西経83度52分 / 北緯66.000度 西経83.867度   | フォックス湾         | |
| 北緯66度0分 西経83度33分 / 北緯66.000度 西経83.550度   | カナダ               | ヌナブト準州 - Nunaariatjuaq島 |
| 北緯66度0分 西経83度30分 / 北緯66.000度 西経83.500度   | フォックス湾         | |
| 北緯66度0分 西経74度17分 / 北緯66.000度 西経74.283度   | カナダ               | ヌナブト準州 - バフィン島 |
| 北緯66度0分 西経67度0分 / 北緯66.000度 西経67.000度    | カンバーランド海峡   | |
| 北緯66度0分 西経65度57分 / 北緯66.000度 西経65.950度   | カナダ               | ヌナブト準州 - バフィン島 |
| 北緯66度0分 西経61度59分 / 北緯66.000度 西経61.983度   | デービス海峡         | |
| 北緯66度0分 西経53度30分 / 北緯66.000度 西経53.500度   | グリーンランド       | |
| 北緯66度0分 西経35度44分 / 北緯66.000度 西経35.733度   | 大西洋               | デンマーク海峡 |
| 北緯66度0分 西経23度48分 / 北緯66.000度 西経23.800度   | アイスランド         | 西部フィヨルド |
| 北緯66度0分 西経21度19分 / 北緯66.000度 西経21.317度   | 大西洋               | フーナ湾 |
| 北緯66度0分 西経20度25分 / 北緯66.000度 西経20.417度   | アイスランド         | |
| 北緯66度0分 西経14度38分 / 北緯66.000度 西経14.633度   | 大西洋               | グリーンランド海 ノルウェー海 |